# كانيو كريستيلز

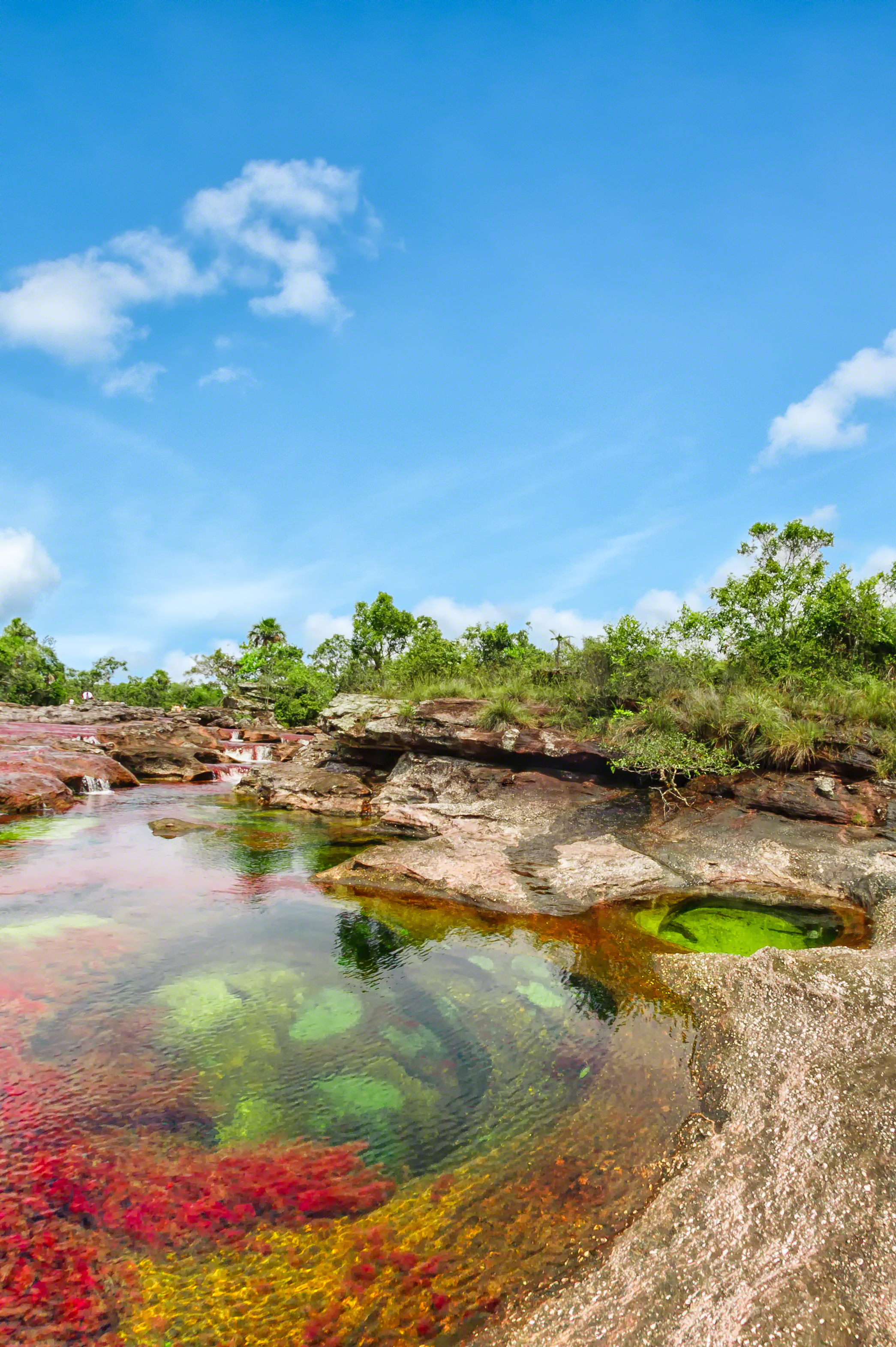
CAÑO CRISTALES.

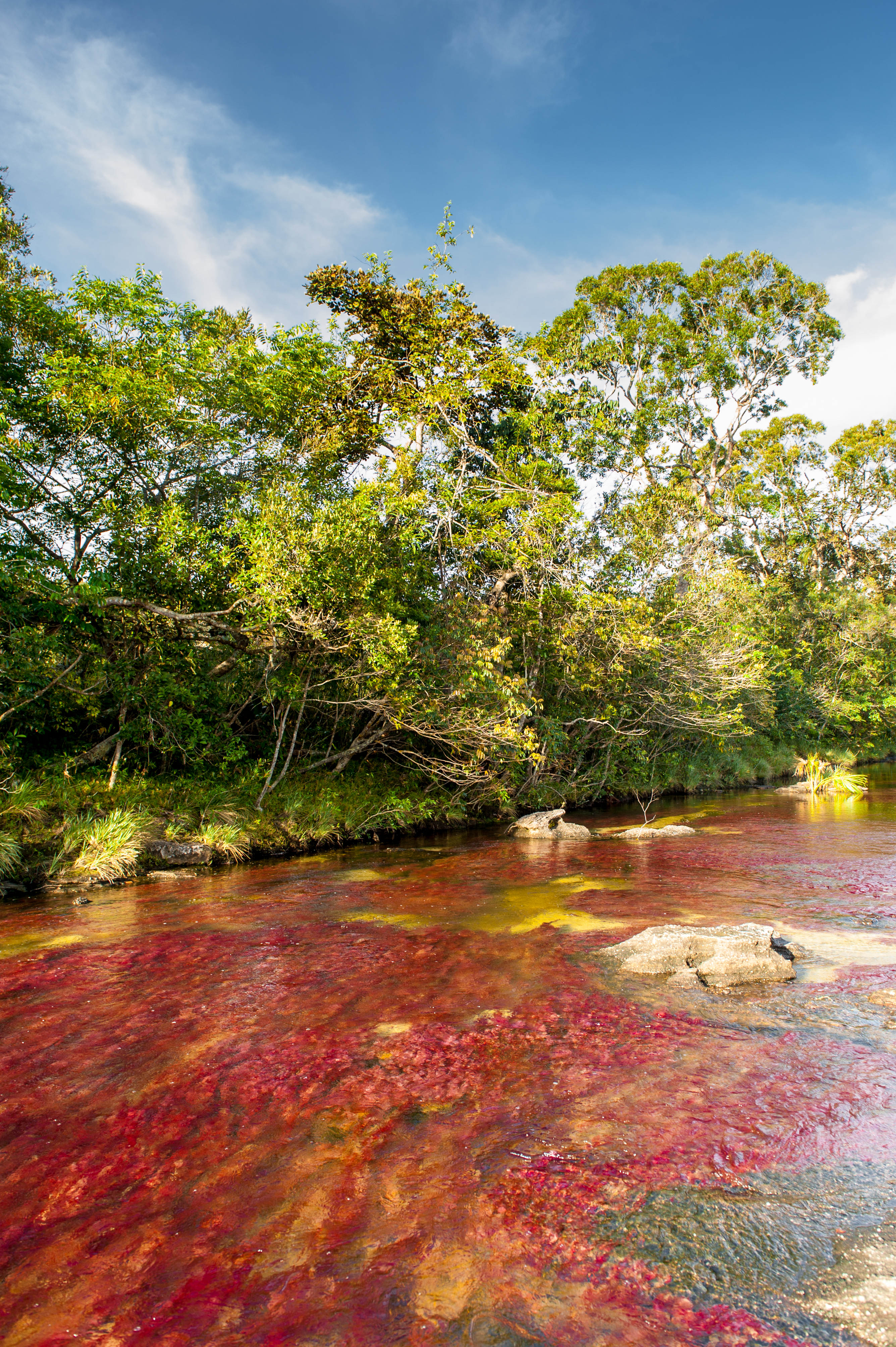
نهر كانيو كريستليز

كانيو كريستيلز (بالإنجليزية:  Caño Cristales)‏: يقع هذا النهر في كولومبيا في «سيرانيا دي لاماكارينا» بالإنجليزية "Serrania de la Macarena" ولاية «ميتا».
ويعرف النهر بـ نهر الألوان الخمسة أو أجمل نهر في العالم؛ وترجع هذه التسميات إلى وجود خمس ألوان للطحالب الموجودة في قاع النهر والتي تعطيه المظهر الفريد والمميز، والألوان هي: الأحمر، الأصفر، الأخضر، الأزرق والأسود.

## الوصف
نهر صغير لا يتعدى طوله 100 كيلو متر ويبلغ عرضه 20 متر.

## جيولوجيا
الصخور بالمنطقة ناتجة عن ترسبات.

## الحياة النباتية والحيوانية
تمتلك منطقة سيرانا دي لاماكرينا أكثر من 420 نوع من الطيور، 10 أنواع من الحيوانات البرمائية، 43 من الزواحف و 8 أنواع من الثدييات.

## المصدر
- "أغرب 5 مناطق طبيعية في العالم". مؤرشف من الأصل في 2015-05-06. اطلع عليه بتاريخ 2014-01-24.

## اقرأ أيضا
- كولومبيا
- جغرافيا كولومبيا